# Adam Bartoš
Adam Bartoš (Zlín, 27 de abril de 1992) es un jugador profesional de voleibol checo, juego de posición receptor/atacante. Desde la temporada 2019/2020, el juega en el equipo francés Tours VB.

## Palmarés

### Clubes
Campeonato de la República Checa:
- 2014

Supercopa de Francia:
- 2014, 2015

Copa de Francia:
- 2015

Campeonato de Francia:
- 2015

### Selección nacional
Liga Europea:
- 2018
- 2013

## Premios individuales
- 2013: Mejor receptor Liga Europea